# Mah Nà Mah Nà
"Mah Nà Mah Nà" eller "Mahna Mahna" er en populær sang skrevet af Piero Umiliani i 1968, og var oprindeligt med i den italienske film Svezia, Inferno E Paradiso (Sverige, himmel og helvede). Sangen var et mindre radiohit i USA og Storbritannien, men blev bedre kendt i den engelsktalende verden, da den blev brugt i det fjortende afsnit af Sesame Street, og det første afsnit af The Muppet Show,